# Canoso
Canoso o Monte dei Pradi è il nome di una dorsale dell'isola d'Elba situata alle pendici sud-occidentali del Monte Capanne, presso il Monte Orlano e la Collica. Il toponimo deriva probabilmente da una corruzione fonetica di cannoso, con il significato di «luogo ricco di canneti». Nell'area si trova un quartiere pastorale, il Caprile di Canoso, con un ricovero (capanna o grottino) per la produzione di formaggi realizzato dal pastore Umberto Martorella di San Piero in Campo, soprannominato Magnocco, intorno al 1945.

## Ambiente
La vegetazione è composta da macchia mediterranea caratterizzata da Erica arborea e Cistus monspeliensis.